# Древномакедонски език
Древномакедонският език е мъртъв език, говорен от жителите на Древна Македония през I хилядолетие преди Христа.
Класификацията му е спорна, но по принцип се причислява към гръцката дорийска група палеобалкански езици с трако-илирийско влияние. Този изчезнал език няма пряко отношение или връзка със съвременната македонска литературна норма на българския език. Със сигурност е индоевропейски език, започнал да се гърцизира през V век, като античните източници отбелязват, че още от V век пр. Хр. царете на Древна Македония владеят и в двора си използват дорийски диалект, а през III век пр. Хр. това е вече било масова практика и македонският е бил на границата на изчезването.
В голяма степен както върху произхода, така и върху историята и най-вече класификацията на древномакедонския език е пренесен съвременният спор около политическия статус на т.нар. македонски език. Република Гърция, черпейки езикови аргументи в този контекст, приема античните македони за гърци, което е спорно.
Първите сериозни научни изследвания на древномакедонския език започват едва през XX век на базата на сравнително-историческия лексикален метод.